# Força auxiliar
Força auxiliar ("Auxiliaries" em inglês) é a designação do pessoal de apoio que auxilia os militares ou policiais, mas são organizados de forma diferente das forças regulares. 

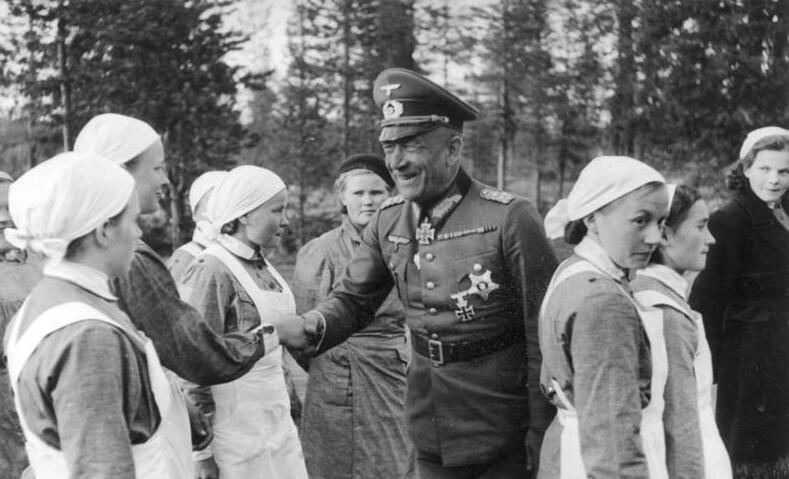
Generaloberst von Falkenhorst com as irmãs da "Lotta Svärd", força auxiliar paramilitar voluntária finlandesa para mulheres, durante a Guerra de Continuação.

## Constituição
Os "auxiliares" podem ser voluntários militares realizando funções de apoio ou executando certas funções, como tropas de guarnição, geralmente em regime de meio período. Ao contrário de uma força militar de reserva, uma força auxiliar não tem necessariamente o mesmo grau de treinamento ou estrutura de hierarquia que os soldados regulares e pode ou não ser integrada a uma força de combate. Alguns auxiliares, entretanto, são "milícias" (no conceito americano) compostas por ex-militares, e na verdade, têm melhor treinamento e experiência em combate do que seus colegas regulares.
Historicamente, a designação "auxiliares" também foi dada a tropas estrangeiras ou aliadas a serviço de uma nação em guerra, mais notoriamente o epônimo "Auxilia" servindo ao Império Romano. No contexto das tropas coloniais, os irregulares recrutados localmente eram frequentemente descritos como "auxiliares".

## Uso histórico

### Auxiliares romanos
Os auxiliares do exército romano foram recrutados em grupos tribais provinciais que não tinham cidadania romana. Como o exército romano do período republicano e do início do Império baseava-se essencialmente na infantaria pesada que constituía as legiões, favorecia o recrutamento de auxiliares que se destacavam em funções suplementares. Estes incluíam especialistas como tropas de flechas (por exemplo, atiradores baleares e arqueiros cretenses), cavalaria (recrutada entre povos como os númidas e trácios) ou infantaria leve. Os auxiliares não eram pagos na mesma proporção que os legionários, mas podiam ganhar a cidadania romana após um período fixo de serviço.
No século 2 DC, os auxiliares foram organizados em unidades permanentes, amplamente agrupadas como Ala (cavalaria), Cohors (infantaria) e Cohors equitata (infantaria com um elemento de cavalaria). Tanto a ala de cavalaria quanto a coorte de infantaria contavam com 480 a 600 homens cada. Os "cohors equitata" mistos geralmente consistiam em 6 centuriões de infantaria e seis esquadrões de cavaleiros. Unidades especializadas de fundeiros, batedores, arqueiros e destacamentos montados em camelos continuaram existindo como unidades separadas com base de recrutamento regional.